# Mikołaj Jan Podoski
Mikołaj Jan Podoski herbu Junosza (ur. w 1676, zm. 3 września 1762 w Rusinowie) – wojewoda płocki (1736–1761), marszałek Trybunału Skarbowego Koronnego w Radomiu (1742), kasztelan płocki (1717–1736), chorąży płocki (1713–1717), cześnik ciechanowski (1701–1713), starosta bobrownicki (1744–1745), starosta dobrzyński i rypiński. 
Poseł na sejm 1703 roku z ziemi ciechanowskiej. Jako poseł ziemi ciechanowskiej był uczestnikiem Walnej Rady Warszawskiej 1710 roku. W czasie elekcji w 1733 roku został sędzią generalnego sądu kapturowego, jako deputat podpisał pacta conventa Stanisława Leszczyńskiego.
W 1740 roku odznaczony Orderem Orła Białego.